# Dorfkirche Döblitz

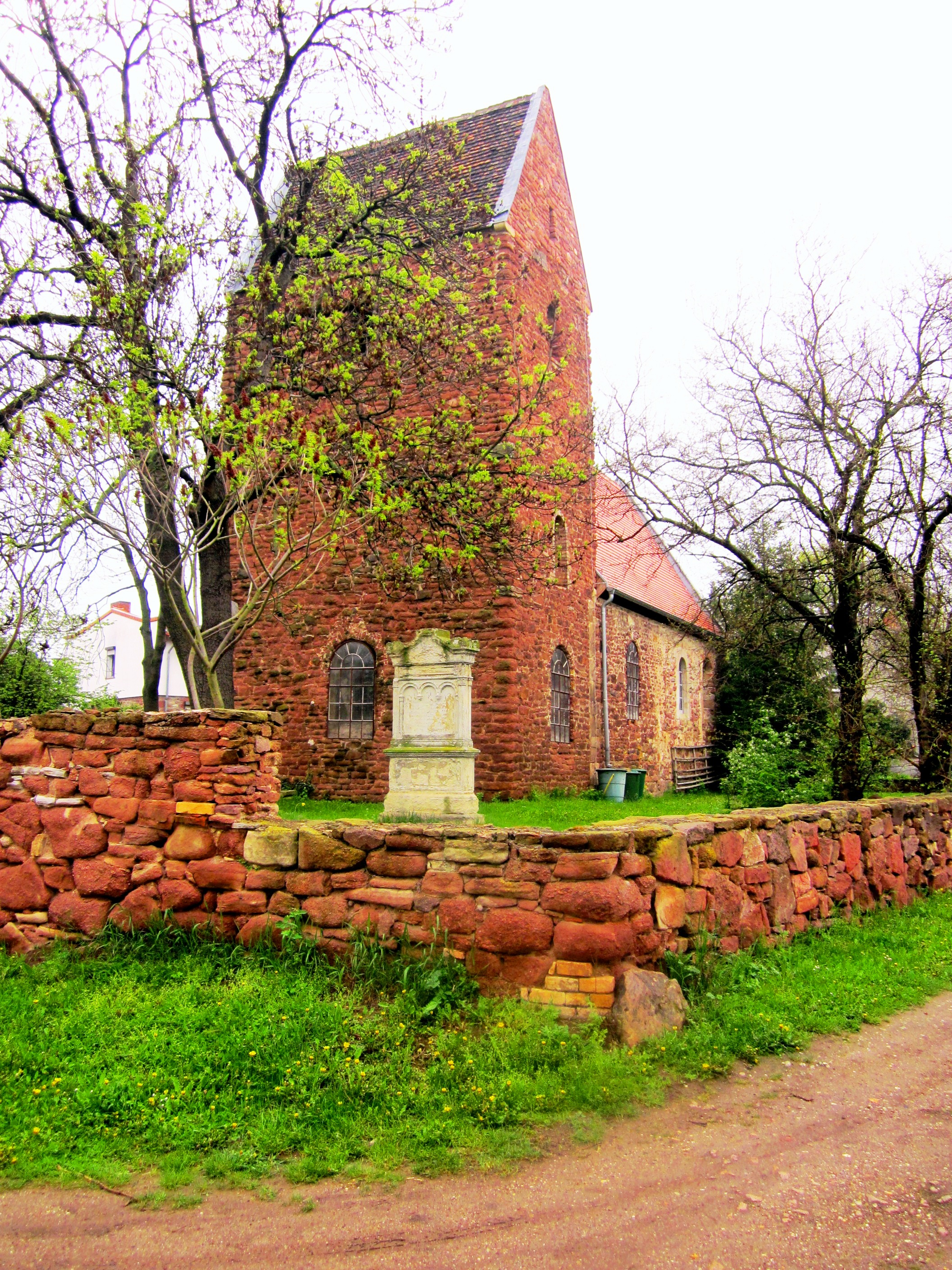
Dorfkirche Döblitz, Ansicht von Südwest, 2013

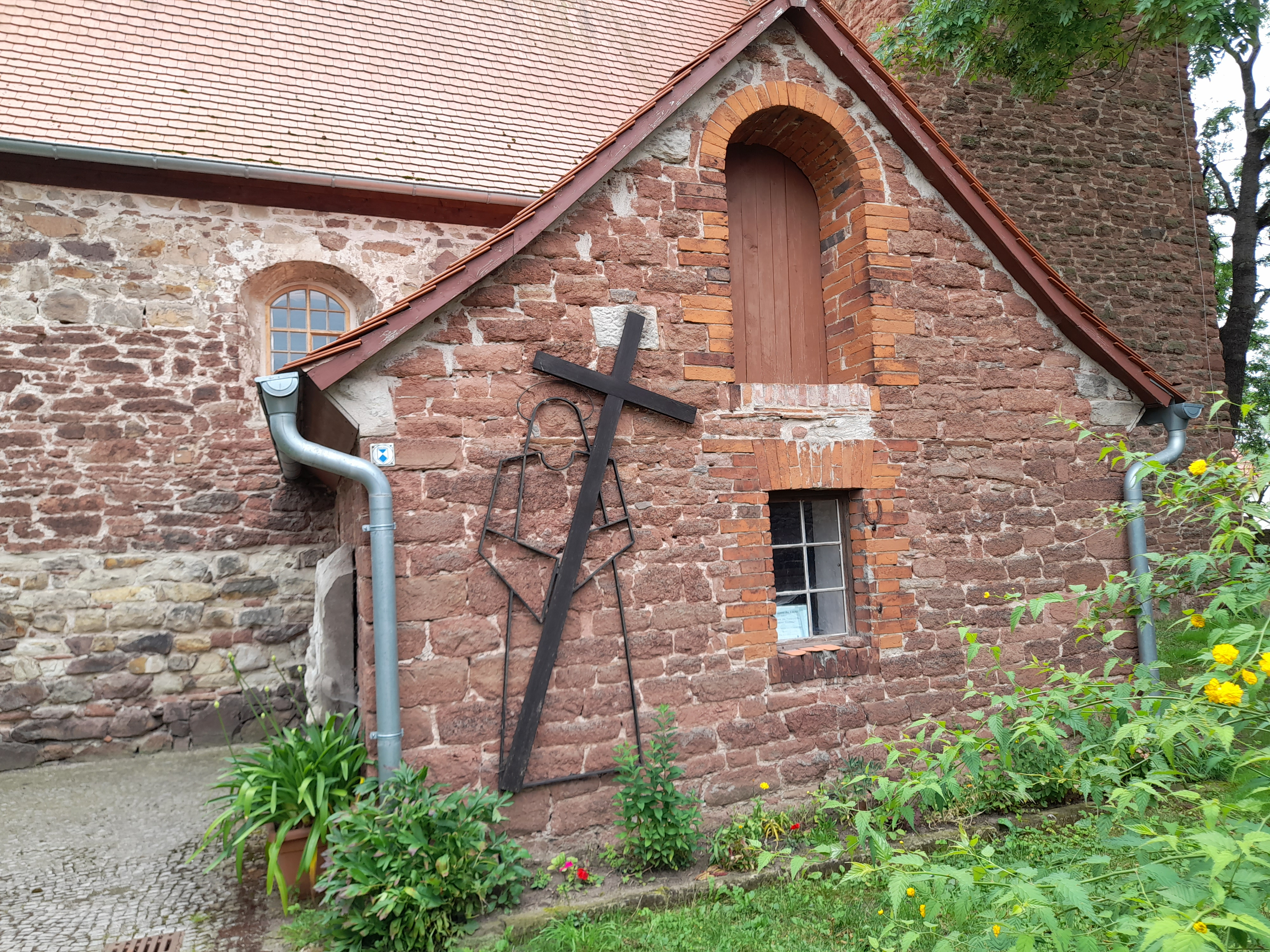
Portalvorbau an der Nordseite, 2021

Die Dorfkirche Döblitz ist die evangelische Kirche des zur Gemeinde Wettin-Löbejün gehörenden Dorfes Döblitz im Saalekreis in Sachsen-Anhalt. Sie gehört zum Kirchengemeindeverband Wettin im Kirchenkreis Halle-Saalkreis der Evangelischen Kirche in Mitteldeutschland. Im Denkmalverzeichnis der Gemeinde Wettin-Löbejün ist die Kirche unter der Erfassungsnummer 094 55073 als Baudenkmal eingetragen.

## Geschichte und Architektur
Die spätromanische Kirche, gelegen im Ortskern am Kastanienweg, wurde laut Galléra um 1240 errichtet, andere Quellen gehen für das Kirchenschiff bereits vom Ende des 12. Jahrhunderts aus. Das Patrozinium der Kirche ist unbekannt.
Es handelt sich um einen flachgedeckten Rechtecksaal mit einem Westquerturm und einem Portalvorbau an der Nordseite. Am Satteldach des Turms befindet sich ein kleiner hölzerner Erker mit der Turmuhr. Zum Schiff ist der Turm in einer Doppelarkade geöffnet. In der Ostwand des Kirchenschiffes sind zwei romanische Fenster und das Giebelkreuz erhalten. Veränderungen am Kirchenschiff erfolgten im 17. Jahrhundert.
An der Kirchenmauer und im Eingangsbereich sind barocke Grabsteine aufgestellt.

## Innenausstattung

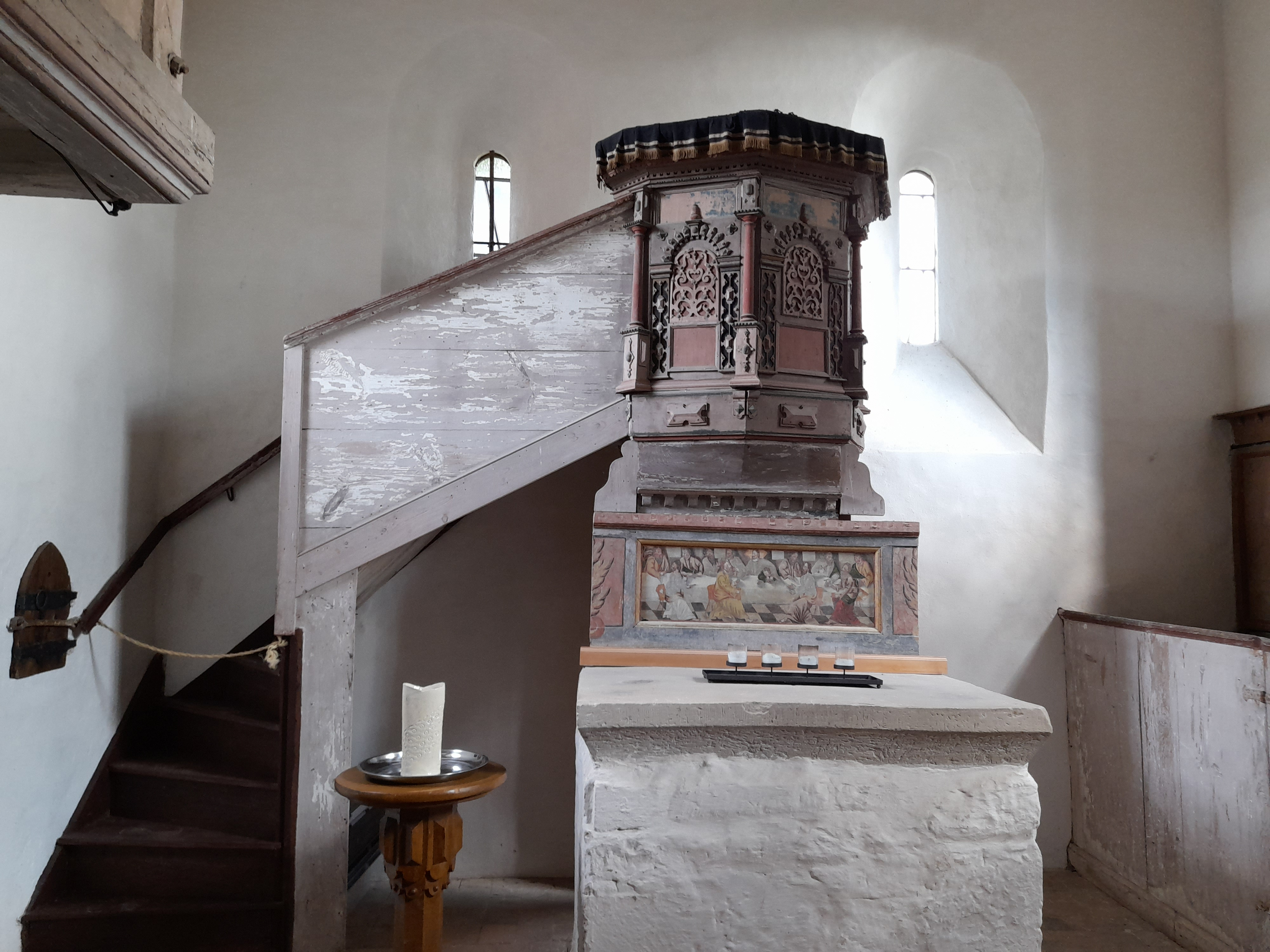
Kanzelaltar

Im Innern sind ein Priechengestühl und eine Hufeisenempore aus der Zeit um 1650 sowie ein Kanzelaltar, vermutlich aus Anfang des 18. Jahrhunderts, zu sehen. Die eingefügte Kanzel, bereits  Anfang des 17. Jahrhunderts entstanden, ist mit schönem Beschlagwerk zwischen toskanischen Ecksäulchen versehen. Eine Sakramentsnische stammt aus der Zeit der Spätgotik.
Im Jahre 2008 kehrte nach 20 Jahren und nach seiner Restaurierung das originale, vermutlich aus dem 17. Jahrhundert stammende Altarbild, das eine Darstellung des Abendmahls zeigt, aus dem Landesmuseum für Vorgeschichte Halle in die Kirche zurück.
Die Orgel, von der Firma Gebrüder Ibach 1862 in Barmen gebaut, ist die einzige ihrer Art in Mitteldeutschland. Während sie ursprünglich in Canstein stand, kam sie durch einen Gelegenheitskauf nach Döblitz, da die Orgel in Döblitz ersetzt werden musste. Es ist ein einmanualiges Instrument mit sieben Registern und 349 Pfeifen. Im Jahr 2016 wurde sie umfassend restauriert.

## Sonstiges
Der 2002 gegründete Förderverein Kultur und Geschichte Döblitz e.V. verfolgt laut Satzung das Ziel, das romanische Kirchengebäude vor Verfall zu schützen, es zu erhalten und möglichst umfassend zu nutzen. Seit dem Jahr der Vereinsgründung werden am Kirchengebäude fortlaufend Sanierungsarbeiten durchgeführt.